# Robert Yewdall Jennings
Sir Robert Yewdall Jennings (* 19. Oktober 1913 in Yorkshire; † 4. August 2004 in Cambridge) war ein britischer Jurist. Er war von 1955 bis 1982 Whewell-Professor für internationales Recht an der University of Cambridge und wirkte von 1982 bis 1995 als Richter am Internationalen Gerichtshof in Den Haag, darunter von 1991 bis 1994 als Präsident des Gerichts.

## Leben
Robert Jennings wurde 1913 in Yorkshire geboren und studierte zunächst Geschichte sowie später Rechtswissenschaften am Downing College der University of Cambridge, an der er Abschlüsse als Master of Arts (M. A.) und Bachelor of Laws (LL. B.) erwarb. Anschließend setzte er seine Ausbildung 1937/1938 mit einem Stipendium an der Harvard University fort. Von 1938 bis zum Beginn des Zweiten Weltkrieges unterrichtete er als Assistant Lecturer an der London School of Economics and Political Science, bevor er während des Krieges im nachrichtendienstlichen Bereich tätig war.
Nach dem Ende des Krieges war er als Lecturer an der University of Cambridge tätig, an der er 1955 im Alter von 42 Jahren auf den renommierten Whewell-Lehrstuhl für internationales Recht berufen wurde. Diese Position hatte er bis Anfang 1982 inne, im Jahr 1967 wirkte er auch als Dozent an der Haager Akademie für Völkerrecht. Im Februar 1982 wurde er Richter am Internationalen Gerichtshof (IGH), an dem er in einem Fall auch als Ad-hoc-Richter fungierte. Er folgte am Gericht seinem Landsmann Humphrey Waldock, der im Amt verstorben war. Darüber hinaus gehörte er ab 1982 dem Ständigen Schiedshof an. Von 1991 bis 1994 stand er dem IGH als Präsident vor. Während dieser Zeit legte er besonderen Wert auf die Einheit und den Zusammenhalt des Gerichts und wirkte dementsprechend vermittelnd. Es gelang ihm außerdem, die Darstellung des Gerichts in den Medien seines Heimatlandes zu verbessern. 
Robert Jennings starb 2004 in Cambridge.

## Auszeichnungen
Robert Jennings war ab 1939 Fellow des Jesus College in Cambridge, an dem er zeitweise als Präsident wirkte. Im Jahr 1982 wurde er zum Knight Bachelor geschlagen, 1983/1984 war er Präsident und ab 1985 Ehrenmitglied des Institut de Droit international, dem er ab 1957 als Associate und ab 1967 als Mitglied angehörte. Er erhielt Ehrendoktorate der Universitäten Oxford, Cambridge, Hull, Leicester und des Saarlandes, an der University of Leicester ist darüber hinaus ein Lehrstuhl für internationales Recht nach ihm benannt. Die Amerikanische Gesellschaft für internationales Recht ernannte ihn 1988 zum Ehrenmitglied und verlieh ihm 1993 die Manley-O.-Hudson-Medaille für herausragende Verdienste im Bereich des Völkerrechts.

## Werke (Auswahl)
- Acquisition of Territory in International Law. Manchester University Press, Manchester 1962
- International Courts and International Politics. Hull University Press, Kingston upon Hull 1986
- Oppenheim’s International Law. 9. Auflage. Longman, Harlow 1996
- Collected Writings of Sir Robert Jennings. Kluwer Law International, Den Haag 1998